# Lyndon (Kansas)
Lyndon város az USA Kansas államában. Lakosainak száma 1037 fő (2020. április 1.).

## Népesség
A település népességének változása:

| 2010 | 1 052 |
| 2020 | 1 037 |